# 1807년 통상금지법
1807년 통상금지법(Embargo Act of 1807)은 1807년에 미국 의회에서 통과된 법률이며, 나폴레옹 전쟁을 치르고 있는 영국과 프랑스에 대항하여 미국의 무역을 금지한 것이었다.
이 통상금지(이하, 엠바고)는 미국의 상인과 화물선이 유럽의 해군에게 금수품으로 나포하면서, 미국의 중립 위반에 대한 보복 조치를 취하게 되자 이 법안을 시행하게 되었다. 영국 해군은 특히 수천 명의 미국 선원들을 자신들의 함대에 복역하게 하는 강제 징발 조치를 감행하였다. 유럽에 대한 통제권을 위해 필사적으로 다투었던 영국과 프랑스는 우발적인 사고이고, 그들의 생존을 위해 필수적인 조치였다고 합리화했다. 미국인들은 체사피크 레오퍼드 사건을 중립을 지키는 미국의 조치에 대한 영국의 어처구니 없는 위반 사례라고 보았다. 외교적 모욕이라고 이해를 하고, 유럽 열강에 의해 이러한 작전들을 지지하는 보증되지 않은 공식적인 명령서는 미국의 선전포고에 대한 근거로서 널리 인정되고 있다. 노한 군중들은 냉소적으로 ‘엠바고’(Embargo)라는 글자를 거꾸로 ‘나 좀 잡아줘’(O Grab Me)라고 바꿔 불렀다.
토머스 제퍼슨 대통령은 이러한 분노한 대중들의 적의를 등에 업고, 보복에 대한 대중적 지지에 힘을 싣고 있었다. 그는 의회에 군사적으로 물리적 조치보다는 경제 전쟁으로 응전해야 한다고 권했다. 그리하여 통상금지법이 1807년 12월 22일 서명되었다. 이 급작스런 조치에 대한 기대 효과(교전국 사이의 경제적 곤란 )는 영국과 프랑스를 힘들게 하여, 그들로 하여금 미국 상선을 방해를 하지못하도록 강제하고, 미국의 중립을 존중하며, 강제 징발 정책을 끝내는 것이었다. 이 엠바고는 강압적인 조치로서는 그다지 효과를 보지 못한 것으로 밝혀졌으며, 외교적으로도, 경제적으로 모두 실패한 조치였다. 이 법이 막상 시행되고 나서, 미국 경제와 미국 국민들에게 파괴적인 부담을 주었다.
미국 상인들에 의한 바다와 내륙에서의 무역제한 회피, 법망의 허점은 유럽을 목표로 했던 엠바고의 영향을 급격히 감소시켰다. 영국 상인들은 엠바고 때문에 미국 배들에 의해 버려진 항로를 잘 이용해 먹었다. 수입 금지 조치로 인해 촉발된 물자부족 현상으로 미국 남부에서 영국산 제품에 대한 수요가 치솟았다.

## 개요
통상 금지에 이르기 원인은 호전적인 유럽 국가 해군들이 전시에 해적으로 돌변하여 미국 상인과 화물을 압수하여 미국의 중립에 대한 악명 높은 침해 행위를 하였다. 특히 해군은 강제 징집이라고 칭하며, 수많은 미국인 선원을 잡아 영국 함선의 임무를 맡겼다. 영국과 프랑스는 유럽 지배를 놓고 사활을 건 싸움을 계속하고 있었으며, 미국 선박의 약탈을 전시 중의 일어난 우발적인 사고로 치부하거나, 생존을 위한 필요 사건으로 정당화했다. 체사피크 레오퍼드 사건은 영국이 미국의 중립을 호전으로 침해한 특히 주목할 만한 예가 되었다. 유럽 열강은 이러한 약탈 행위를 옹호했고, 외교적 모욕과 뻔뻔한 공식성명을 발표하여 미국이 선전 포고를 할 수 있는 좋은 근거가 되었다.
토머스 제퍼슨 대통령은 이 장치가 무단으로 자제심을 가지고 임해, 보복에 대한 대중의 지지에 중점을 두고 있었다. 의회는 군대 동원 보다는 경제 전쟁을 벌이도록 권했다. 통상금지법은 1807년 12월 22일에 제퍼슨이 서명하여 법률로 통과되었다. 이 대담한 행동의 기대 효과는 호전적인 국가들에게는 경제적 어려움을 주어서 영국과 프랑스를 징계하고 미국 선박에 대한 괴롭힘을 멈추게 하는 것 과 미국의 중립을 존중하고 강제 징집 정책을 중지하는 것이었다. 그러나 통상금지는 협박 수단으로 실행할 수 없는 것으로 나타났으며, 외교적으로도, 경제적으로도 실패를 거두었다. 오히려 이 법이 시행되어 미국 경제와 국민에게 엄청난 부담을 지게 되었다.
미국 상인은 바다와 육지의 무역 규제를 잘 피해 갔으며, 또한 법의 허점을 이용하였다. 결국 미국이 기대하고 있는 유럽의 의도된 목표에 대한 효과를 크게 낮췄다. 영국 상인들은 미국 선박 회사가 포기한 무역 루트를 잘 활용하였다. 남미에서는 영국 제품에 대한 수요가 증가하여 통상금지법의 결과로 입은 손실을 보상했다.
이 통상금지법은 미국 국가로서의 통일성을 해쳐서 특히 상업의 중심인 뉴잉글랜드에서 격렬한 항의가 일어났다. 이러한 문제로 인해 연방당에 대한 지지가 증가했고, 의회의 의석수와 1808년 미국 대통령 선거에서 선거인단 수를 크게 증가하게 되었다. 통상금지법을 강제로 시행한 제퍼슨 대통령의 공론적인 방법은 민주공화당의 핵심 이론인 작은 정부의 개념에도 위배했다. 연방 정부 당국에 의한 고압적인 강제를 승인함으로써 당파적 이익과 개인의 자유가 위협받았다.
통상금지법은 정부가 법을 잘 수행할 수 있다는 국민의 신뢰를 동시에 잃어버린 치명적인 효과를 가져왔다. 또한 미국 내부에서는 미국 공화당 정권이 무능하고, 비효율적이라는 생각을 강화시켰다. 통상금지법이 시행되고 15개월 후인 1809년 3월 1일, 즉 제퍼슨 대통령의 임기 마지막 날에 철폐되었다.

## 배경
유럽 전쟁은 1802년부터 1803년에 잠깐 중단되었다가, 재개되어 1814년에 나폴레옹 보나파르트가 패배할 때까지 계속되었다. 이 전쟁은 미국과 영국과 프랑스와의 관계를 급속히 악화시켰다. 항상 어느 한 쪽과의 전쟁 가능성이 있었다. 영국은 해상에서 우위에 있었으며, 프랑스는 육상에서 강했기 때문에, 이 전쟁은 해상 봉쇄에서, 역봉쇄를 하는 식으로 진흙탕 싸움이 되었다. 이 경제 전쟁은 1806년과 1807년에 그 정점에 달했다. 영국 해군은 미국 선박이 처음으로 영국 항구에서 교역하지 않으면, 대부분의 유럽 항구로 들어가는 해로를 봉쇄하겠다고 했다. 프랑스는 봉쇄할만한 해군력이 없었기 때문에 영국에 대한 종이 위의 봉쇄를 선언하고 영국 규제에 따라 미국의 선박을 붙잡았다. 영국 해군은 선원이 많이 필요했고, 미국 상선을 영국 선원의 보급소로 보고 있었다.
영국의 선원 강제 징집은 자국의 선박과 선원을 지킬 수 없는 미국에게는 굴욕적이고, 불명예스러운 것이었다. 영국이 미국의 선박에서 영국 탈영병과 많은 미국인을 잡아 영국 해군에서 일하게 하는 관행은 1803년 이후 크게 강화되었고, 미국에서 분노를 낳고 있었다. 1807년 6월 22일 영국 함선 레오파드호가 미국 해안에서 미국 국적의 체사피크호를 공격하여 탈영병으로 보이는 4명을 연행하자 그 분노는 극에 달했다. (체사피크 레오퍼드 사건) 이 중대한 사건을 미국인은 명예에 대한 모욕이라고 생각하고, 경제적 규제가 증가하고 있던 상황에 더해, 1807년 여름에는 미국 내에 전쟁을 하자는 목소리를 높였다.
제퍼슨 대통령은 전쟁을 바라지 않았고, 미국은 전쟁보다 경제적인 방법으로 유럽 열강을 위협할 수 있는 힘이 있다고 생각했다. 그 결과 1807년 12월, 제퍼슨은 의회에 미국의 선박 모두가 외국 항구를 향해 출항하는 것을 금지하는 통상금지법을 제안했다. 이 방법은 12월 22일에 법제화되어 미국의 해외 무역을 중단하려 했다. 실제로 의회는 그 며칠 전, 1806년 4월에 통과된 수입금지법을 실행에 옮겼고, 많은 영국 제품의 수입을 금지했다. 해안 무역에 종사하는 선박이 외국의 항구에 들어오지 못하도록 한 강제 수단은 부분적으로만 성공하지 않았다. 이 통상금지법이 시행되는 기간에도 미국 선박 중에서는 해외와 교역을 하는 배가 있었고, 캐나다 국경에서는 밀무역이 성행했다.

## 원안
1807년 12월 22일에 통과된 통상금지법은 다음과 같은 것이었다.
- 미국의 관할 하에 있는 모든 선박과 함선은 통상을 금지한다.
- 모든 선박과 함선이 외국의 항구 또는 특정 장소에 항해하기 위한 출항 허가를 취득하는 것을 금지한다.
- 미국 대통령은 직접 지시에 따라 함선에 예외 규정을 인정
- 미국 대통령이 세금징수원과 해군에 대한 지지를 발표하고 이 조항을 적용시키는 것을 승인
- 외국 선박과 함선이 화물을 싣고 있던, 그렇지 않던 그 출항을 방해 의도는 없다.
- 미국 항구 사이를 항해하는 상선에서 보상금 또는 담보를 청구
- 해군 함선은 통상금지법 조항의 대조에서 제외한다.

이 통상금지법은 1806년 수입금지법에 추가된 것이며, 앞으로의 수입금지법은 "영국에서 특정 상품, 제품의 수입을 금지"하고 있었다. 수입 금지된 상품은 그 주요 가치를 차지하는 것이 가죽, 실크, 대마 또는 아마, 주석 또는 황동, 양모, 유리인 것으로 정의되었다. 또한 종이 제품, 못, 모자, 의류 및 맥주가 추가되었다.
이 1807년 통상금지법은 미국 일반 법규 2 451에 등록된 정식 명칭은 〈미국 항만에서 선박과 함선에 부과된 통상 금지〉라고 되어 있었다. 이 법안은 제퍼슨 대통령의 요청으로 기안된 후, 12월 22일 제10대 의회 제1회기를 통과했다. 당초 의회는 수입을 금지하는 법안을 만들려고 하였지만, 결국 수출도 금지하는 법안이 추가되었다.

## 영향
통상금지법은 1807년 12월부터 1809년 3월까지 약 16개월 정도 발효되었지만, 미국의 해외 무역을 현저하게 감소시켰다. 미국의 모든 지역이 영향을 받았다. 상업이 번성한 뉴잉글랜드와 대서양 연안 중부에서는 선박이 부두에서 썩고 있었고, 특히 남부의 농업 지역에서는 농부와 농장주가 그 생산물을 국제 시장에서 팔지 못하게 되었다. 뉴잉글랜드에 특히 대서양 연안 중부의 주에게 유럽 제품이 줄어들어, 국내 제조업 발전에 대한 절대적인 계기가 주어졌다는 위안도 있었다. 영국은 여전히 미국에 제품을 수출할 수 있었기 때문에, 통상금지법은 미국인에게 재정적인 위기였다. 처음부터 허점이 많았고, 캐나다에서 연안용 선박, 해외에서의 포경선과 사략선을 이용한 밀무역이 간과되었다. 이 법이 광범위하게 무시된 것은 법의 강제가 어려운 것을 의미했다.